# 松井信勝
松井 信勝（まつい のぶかつ、1921年4月25日 - 2002年?）は、台湾出身の元プロ野球選手。ポジションは二塁手、三塁手、遊撃手。

## 来歴・人物
台湾に生まれる。嘉義中学在学中に、1937年夏の甲子園、1939年夏の甲子園に出場。当時のチームメイトに木場巌（のち金星、大映）がいた。卒業後は、早稲田大学でプレーした。
1946年にパシフィックの結成に参加。1947年11月11日の金星戦（後楽園球場）で、相手投手の重松道雄に対し、一打席最多投球数の日本記録（19球）を樹立した。結果は四球で、13球ファウルで粘った末の出塁だった。この記録は、広島の矢野雅哉が2024年9月22日の中日戦（バンテリンドーム ナゴヤ）で、相手投手の涌井秀章に対し22球粘ったことで塗り替えられたが、77年間日本記録として残っていた。このように打率は低かったが、選球眼の良さ（通算成績でも四球数が三振数を上回っている）でチームに貢献した。1948年限りで引退した。その後岡山東高(53年から岡山東商高)の監督を務め、1951年には秋山登・土井淳のバッテリーで甲子園出場を果たしている。晩年は、企業年金連合会の独身寮管理人をしており、2001年～2002年頃に死亡したとされる。

## 詳細情報

### 年度別打撃成績
| 年 度     | 球 団                  | 試 合 | 打 席 | 打 数 | 得 点 | 安 打 | 二 塁 打 | 三 塁 打 | 本 塁 打 | 塁 打 | 打 点 | 盗 塁 | 盗 塁 死 | 犠 打 | 犠 飛 | 四 球 | 敬 遠 | 死 球 | 三 振 | 併 殺 打 | 打 率 | 出 塁 率 | 長 打 率 | O P S |
| --------- | ---------------------- | ----- | ----- | ----- | ----- | ----- | -------- | -------- | -------- | ----- | ----- | ----- | -------- | ----- | ----- | ----- | ----- | ----- | ----- | -------- | ----- | -------- | -------- | ----- |
| 1946      | パシフィック 太陽 大陽 | 85    | 307   | 272   | 19    | 65    | 9        | 3        | 1        | 83    | 16    | 12    | 2        | 3     | --    | 31    | --    | 1     | 22    | --       | .239  | .319     | .305     | .624  |
| 1947      | パシフィック 太陽 大陽 | 108   | 361   | 312   | 31    | 61    | 10       | 2        | 0        | 75    | 17    | 4     | 1        | 9     | --    | 39    | --    | 1     | 25    | --       | .196  | .287     | .240     | .527  |
| 1948      | パシフィック 太陽 大陽 | 36    | 73    | 66    | 1     | 7     | 0        | 1        | 0        | 9     | 4     | 2     | 1        | 2     | --    | 5     | --    | 0     | 8     | --       | .106  | .169     | .136     | .305  |
| 通算：3年 | 通算：3年              | 229   | 741   | 650   | 51    | 133   | 19       | 6        | 1        | 167   | 37    | 18    | 4        | 14    | --    | 75    | --    | 2     | 55    | --       | .205  | .289     | .257     | .546  |

### 背番号
- 25 （1946年 - 1947年）
- 6 （1948年）